# Dangerous and Moving Tour
Die Dangerous and Moving Tour war die vierte Konzerttour des russischen Gesangs-Duos t.A.T.u. Sie begann am 28. Oktober 2005 mit einem Konzert in der Gaudi Arena in Moskau und endete am 20. Dezember des folgenden Jahres in der moldawischen Hauptstadt Chișinău. Da ein Großteil der Auftritte der beiden vorangegangenen Konzerttourneen aus verschiedensten Gründen abgesagt worden war, handelte es sich um die erste große und zusammenhängende Konzerttournee des Duos seit Beendigung der 200 Po Wstretschnoi Tour im Jahr 2002. Erwähnenswert ist außerdem, dass auf den Einsatz von Playback beinahe vollständig verzichtet wurde, während bei den meisten zuvor stattgefundenen Auftritten fast nie Livegesang zu hören war. Im Laufe der Tour bereiste das Duo vier verschiedene Kontinente. Während einige Auftritte in Diskotheken oder Nachtclubs stattfanden, füllten t.A.T.u.s Auftritte vornehmlich in Osteuropa und Russland auch große Konzert- und Mehrzweckhallen.
Das Konzert am 28. April in Sankt Petersburg wurde am 12. September 2007 in Japan als Konzert-DVD mit dem Titel .TRUTH. – Live in St. Petersburg veröffentlicht. Ursprünglich hatte diese bereits 2006 erscheinen sollen, allerdings verzögerte sich die Veröffentlichung aufgrund des Bruchs von t.A.T.u. von ihrem bisherigen Plattenlabel Universal/Interscope im August 2006. Die DVD wurde nur in begrenzter Stückzahl produziert und auch nur in Japan veröffentlicht, weshalb sie schnell zu einem begehrten Sammlerstück unter Fans des Duos avancierte. Ebenfalls auf der DVD enthalten sind Interviews sowie Aufnahmen der beiden Sängerinnen und der Band im Backstage-Bereich. Allerdings fehlen die drei gesungenen Stücke 30 Minutes, Cosmos (Outer Space) und Tschto ne chwatajet.
Nach dem Absturz eines russischen Passagierflugzeuges vom Typ Tupolew Tu-154 in der Ukraine am 22. August 2006 wurde die Tour für einige Tage ausgesetzt und mehrere Konzerttermine abgesagt. Das Unglück hatte mehr als 170 Todesopfer gefordert. Einige weitere Konzerte wurden aufgrund geringer Kartenverkäufe abgesagt.

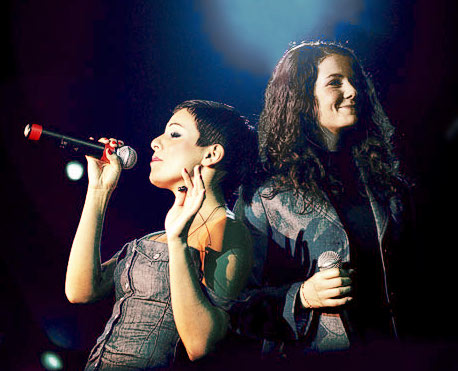
t.A.T.u. beim Eröffnungskonzert in der Gaudi Arena in Moskau.

## Tourdaten
| Datum              | Stadt          | Land           | Ort                     |
| ------------------ | -------------- | -------------- | ----------------------- |
| 28. Oktober 2005   | Moskau         | Russland       | Gaudi Arena             |
| 17. November 2005  | London         | Großbritannien | Glam as You Club        |
| 27. November 2005  | Mexiko-Stadt   | Mexiko         | Salon 21                |
| 1. Dezember 2005   | Buenos Aires   | Argentinien    |                         |
| 2. Dezember 2005   | Kaohsiung      | Taiwan         | Chung-Sheng-Stadion     |
| 6. Dezember 2005   | São Paulo      | Brasilien      | URBANO Club             |
| 8. Dezember 2005   | Taipeh         | Taiwan         |                         |
| 22. Dezember 2005  | Zürich         | Schweiz        | Hallenstadion           |
| 25. Januar 2006    | London         | Großbritannien | Glam as You Club        |
| 24. März 2006      | Dortmund       | Deutschland    | Rush Hour Club          |
| 11. April 2006     | Tallinn        | Estland        | Saku Suurhall           |
| 28. April 2006     | St. Petersburg | Russland       |                         |
| 29. Juni 2006      | Brüssel        | Belgien        |                         |
| 13. Juli 2006      | Mexiko-Stadt   | Mexiko         | Palacio De Los Deportes |
| 14. Juli 2006      | Mexiko-Stadt   | Mexiko         |                         |
| 15. Juli 2006      | Guadalajara    | Mexiko         | Arena VFG               |
| 4. August 2006     | Sotschi        | Russland       |                         |
| 15. August 2006    | Tokio          | Japan          | Club Addict             |
| 19. August 2006    | Tokio          | Japan          |                         |
| 20. August 2006    | Yokohama       | Japan          | Bayssis                 |
| 2. September 2006  | Samara         | Russland       |                         |
| 9. September 2006  | Kaliningrad    | Russland       |                         |
| 19. September 2006 | Seoul          | Südkorea       | Olympiahalle            |
| 2. Oktober 2006    | Kasan          | Russland       |                         |
| 11. Oktober 2006   | Kiew           | Ukraine        | Freedom Casino          |
| 12. Oktober 2006   | Kiew           | Ukraine        | Sportpalast             |
| 14. Oktober 2006   | Dnipropetrowsk | Ukraine        |                         |
| 31. Oktober 2006   | Kirow          | Russland       |                         |
| 5. November 2006   | Wolgograd      | Russland       |                         |
| 7. November 2006   | Ufa            | Russland       |                         |
| 9. November 2006   | Surgut         | Russland       | Eishockeystadion        |
| 12. November 2006  | Nowosibirsk    | Russland       |                         |
| 14. November 2006  | Irkutsk        | Russland       | Megapolys               |
| 16. November 2006  | Jerewan        | Armenien       | SKK                     |
| 19. November 2006  | Jaroslawl      | Russland       |                         |
| 30. November 2006  | Perm           | Russland       |                         |
| 10. Dezember 2006  | Moskau         | Russland       | B1 Club                 |
| 14. Dezember 2006  | Vilnius        | Litauen        | Siemens Arena           |
| 20. Dezember 2006  | Chișinău       | Moldawien      | People Club             |